# Pietro Gallozia
Pietro Gallozia (data incerta - 14 de março de 1211) foi um cardeal italiano, Deão do Sagrado Colégio dos Cardeais.

## Biografia
Ele nasceu por volta de meados do século XII de uma família pouco conhecida romana, mas com terreno real. Um "Romanus de Galluzza" antes de 1148 tinha um "tenimentum" na fronteira com a propriedade do mosteiro beneditino de Santos Nicolau e Ciríaco, agora desaparecido. É possível que a família Gallozia  estivesse ligada a este mosteiro, ideia deduzida a partir do obituário de um conhecido por G. inserido no Necrologium da fundação piedosa. Outra "tenimentum Gallotiae" foi situada na Via Flamínia, depois da Ponte Mílvia.
De uma carta do Papa Alexandre III de 26 de julho de 1179 mostra que naquele tempo "Petrus Gallocia" era "subdiaconus Papae" e Procurador da Sé Apostólica, por isso parece óbvio deduzir que o jovem Gallozia devia ter concluído estudos jurídicos, enquanto que os resultados de uma carta sem data, durante o pontificado de Alexandre III, foi reitor da província de Campagna. Em torno da década de 1180, foi chamado para fazer parte do Sacro Colégio. Não se conhece nem a data exata da promoção ou o título que tinha sido atribuído. No entanto, parece identificar-se como cardeal-diácono de San Nicola in Carcere Tulliano, cujas inscrições se repetem nas bulas de Urbano III, Gregório VIII e Clemente III, de 20 de abril de 1185 a 17 de maio de 1188. Ainda em 1188 aparece como testemunha, juntamente com outros quatro cardeais diáconos - Ottaviano de Ss. Sergio e Bacco, Gregório Galgano de Santa Maria no Pórtico de Otávia, Giovanni Malabranca de San Teodoro al Palatino e Gregorio Crescenzi de Santa Maria in Aquiro - em um documento datado de 5 de outubro, onde, no entanto, seu nome não é acompanhada por uma indicação da diaconia. Não deve, no entanto, se duvidar da identificação, por causa de Malabranca, cardeal diácono de São Teodoro em março daquele mesmo ano, cujo documento também não indica a sua localização.
Foi elevado a ordem dos cardeais-bispos e recebe a sé suburbicária de Porto e Santa Rufina no consistório de dezembro de 1190. Em março de 1191, quando o Imperador Henrique VI foi para a Itália para receber a coroa imperial, trouxe com ele os cardeais Pietro Gallozia e Pietro de San Pietro in Vincoli, inclusive aparecem como testemunhas em um documento real, relacionado a Siena, de 8 de março de 1191, em San Quirico d'Orcia. Os cardeais poderiam ter negociado com o imperador durante essas semanas sobre o retorno de Tusculum aos Romanos. Ele foi nomeado legado, com o cardeal Giovanni Felici, para a corte de Constantinopla, em 1192-1193. O cardeal Lotario dei Conti di Segni dedicou a ele sua obra "De miseria humanae conditionis".
Na primavera de 1201, o Papa Inocêncio III enviou-o como legado para o reino da Sicília, onde ele deveria ganhar particularmente o apoio de Apullia e Terra di Lavoro na luta contra Markward von Annweiler, bem como a assistência de Walter von Brienne. Ele permaneceu na Sicília até o início do verão de 1202. Em 1204, ele consagrou o rei Pedro II de Aragão, na igreja de São Pancrácio, em Roma; o rei foi solenemente coroado pelo Papa Inocêncio III na Patriarcal Basílica Vaticana. Ele dedicou, em 9 de maio de 1204, na presença de numerosos bispos vizinhos, a igreja de San Andrea in Galeria, no norte de Roma. Quando o bispo de Worms Leopold apareceu no final de 1204 em Marca Anconitana, a fim de aumentar na Itália central a influência imperial, o Papa enviou o cardeal nessa região; o Cardeal Cencio excomungou o bispo no dia de Natal de 1204 na catedral de Fermo e então organizou as tropas papais, que atacaram em 1205 e causaram um revés para as tropas imperiais na segunda metade do ano. O papa nomeou-o juiz em várias disputas que ocorreram entre o clero romano. Foi nomeado Decano do Colégio dos Cardeais, em abril de 1206. Quando o papa viajou na primavera de 1206 à Ferentino, o cardeal Gallozia ficou como vigário do papa na cidade de Roma.
Morreu em 14 de março de 1211, com uma idade avançada, em Roma.

### Conclaves
- Eleição papal de 1191 - participou da eleição do Papa Celestino III
- Eleição papal de 1198 - participou da eleição do Papa Inocêncio III